# Leonardo Bravo (municipalité)
Leonardo Bravo est l'une des 81 municipalités du Guerrero, dans le sud-ouest du Mexique. Le siège municipal se trouve à Chichihualco. La municipalité couvre une superficie de 852 km².
En 2005, la municipalité comptait une population totale de 22 982 habitants.